# عقاب (علم نفس)

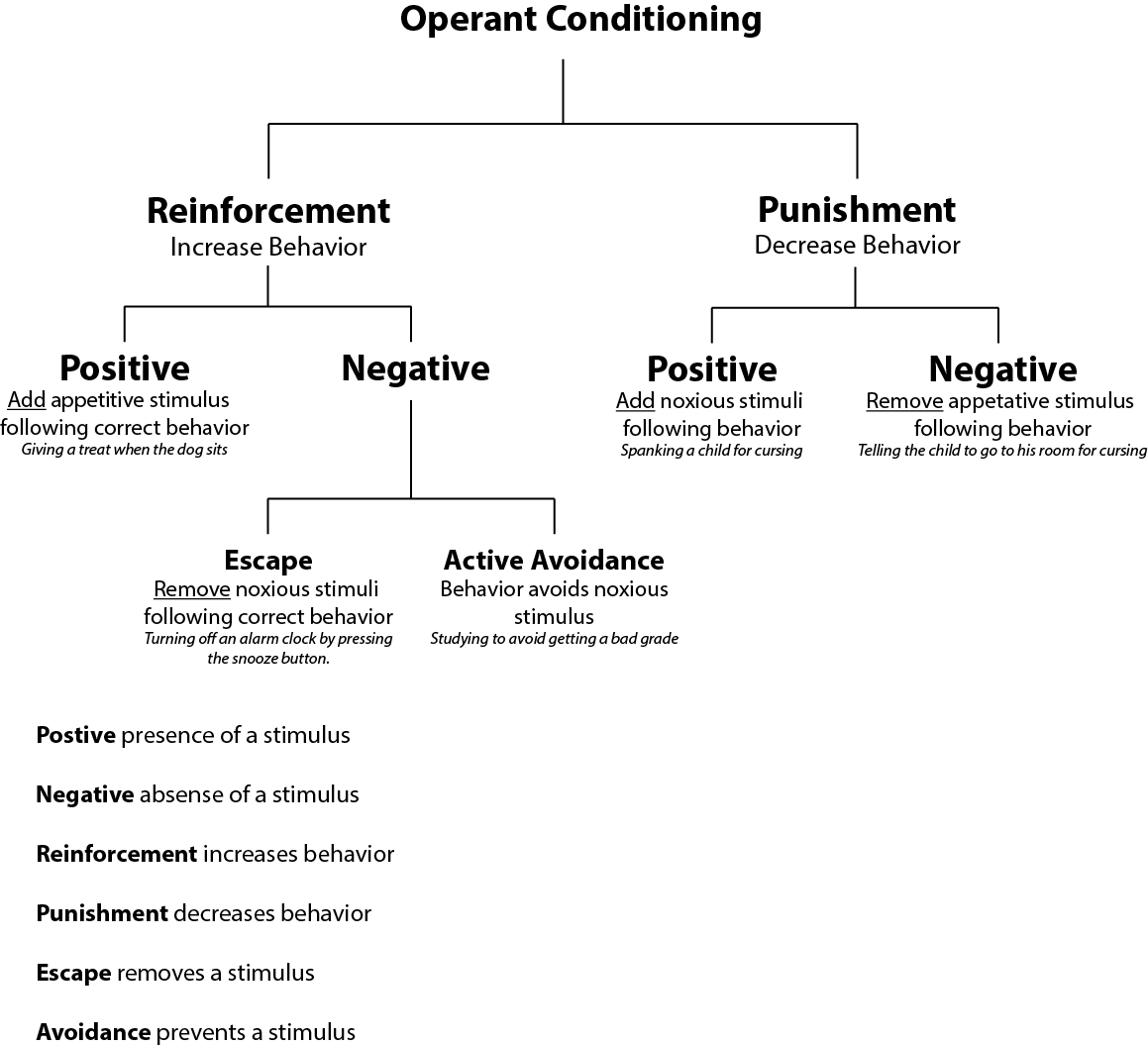

العقاب (بالإنجليزية: Punishment)‏ في الإشراط الاستثابي هو أي تغيير في محيط الإنسان أو الحيوان يحدث بعد سلوك أو استجابة معينة، بهدف التقليل من احتمال حدوث هذا السلوك مرة أخرى في المستقبل. وكما هو الحال مع التعزيز، فإن السلوك هو الذي يعاقب، وليس الحيوان. ويمكن تحديد التغيير بأنه عقابي أو لا بمقدار تأثير علي على معدل حدوث السلوك، وليس باعتبار أي ملامح «عدائية» أو تبغيضية للتغيير. على سبيل المثال، التحفيز المؤلم الذي يكون بمثابة عقاب لمعظم الناس قد يعزز بعض السلوكيات لدي الفرد المازوخي.

## الأنواع
يوجد نوعان من العقاب في الإشراط الإجرائي:
- العقاب الإيجابي، أو العقاب عبر التطبيق، أو العقاب من النوع الأول، يعاقب المجرّب الاستجابة من خلال تقديم حافز منفر في محيط الحيوان (صدمة كهربائية قصيرة مثلًا).
- العقاب السلبي، أو العقاب بالإزالة، أو العقاب من النوع الثاني، يُزال فيه حافز مرغوب (إزالة طبق الطعام مثلًا). وبشكل يتشابه مع التعزيز، ليس من الضروري عادةً التحدث عن الإيجابية والسلبية فيما يخص العقاب.

العقاب ليس تأثيرًا انعكاسيًا للتعزيز. في التجارب التي أجريت على الحيوانات المختبرية والدراسات التي أجريت مع الأطفال، تقلل العقوبة من احتمال الاستجابة المعززة مسبقًا بشكل مؤقت فقط، ويمكن أن تنتج سلوكًا «عاطفيًا» آخر (رفرفة الجناحين عند الحمام) والتغيرات الفيزيولوجية (زيادة معدل ضربات القلب مثلًا) وهي تأثيرات لا مكافئات واضحة لها في التعزيز.
يعتبر بعض علماء النفس السلوكي العقاب بمثابة «عملية أولية» -وهي ظاهرة تعلم مستقلة تمامًا، تختلف عن التعزيز. يرى آخرون أنها فئة من التعزيز السلبي، ما يخلق وضعًا فيه تعزيز لأي سلوك يتجنب العقاب (حتى مجرد الوقوف).

### العقاب الإيجابي
يحدث العقاب الإيجابي حين تنتج الاستجابة حافزًا ويقل احتمال تلك الاستجابة في المستقبل في ظروف مماثلة.
- مثال: الأم تصرخ على الطفل عندما يهرول في الشارع. إذا توقف الطفل عن الركض في الشارع، يتوقف الصراخ. يكون الصراخ عقابًا إيجابيًا لأن الأم تقدم حافزًا غير سار على هيئة صراخ.
- مثال: شخص حافي القدمين يمشي على سطح من الإسفلت الحار، ما يسبب الألم وهو عقاب إيجابي. حين يترك الشخص الإسفلت، يخف الألم. يعتبر الألم عقابًا إيجابيًا لأنه أضاف حافزًا غير سار يقلل من احتمال أن يمشي الشخص حافي القدمين على سطح ساخن مجددًا.

### العقاب السلبي
تحدث العقوبة السلبية عندما تنتج استجابة تزيل الحافز المرغوب وتقل تلك الاستجابة في المستقبل في ظروف مماثلة.
- مثال: يرجع مراهق إلى المنزل بعد موعد عودته فيسلبه الوالدان امتيازًا، مثل استخدام الهاتف المحمول. إذا انخفض تواتر عودة الطفل إلى المنزل في وقت متأخر، يستعيد الامتياز تدريجيًا. إن إزالة الهاتف عقوبة سلبية لأن الآباء يسلبون حافزًا مرغوبًا (الهاتف) ويحفزون الطفل على العودة إلى المنزل في وقت مبكر.
- مثال: طفل ينفجر في نوبة غضب لأنه يريد الحلوى. تتجاهله والدته، ما يجعل من غير المرجح أن ينفجر الطفل في نوبة غضب في المستقبل عندما يريد شيئًا ما. إزالة الاهتمام من جانب والدته هو عقاب سلبي لأن حافزا مرغوبًا (الانتباه) قد سلب.

## التعزيز
يعمل المعزز على زيادة السلوكيات بينما تعمل العقوبة على تقليل السلوكيات، وبالتالي، فإن التعزيزات الإيجابية هي المحفزات التي يعمل الفرد من أجلها، والتعزيزات السلبية هي المحفزات التي يعمل الفرد للتخلص منها أو إنهائها.

## المنفرات
المنبهات المنفرة، والمعاقب، والمحفزات المعاقِبة هي بشكل ما مترادفات. يمكن أن يستخدم العقاب ليعني:
1. منبهًا منفرًا
2. حدوث أي تغيير معاقِب
3. الجزء من التجربة الذي تعاقب فيه استجابة ما.

بعض الأشياء التي تعتبر منفرة يمكن أن تصبح معزِزِة. بالإضافة إلى ذلك، قد لا ينتج عن المنبهات المنفرة عقوبة إذا كانت التغييرات المرافقة لها معززة. والمثال الكلاسيكي هو سوء السلوك عند الطالب الذي «يعاقب» عليه المعلم ولكنه يزداد مع مرور الوقت بسبب التأثيرات المعززة للانتباه الذي يقدمه المعلم للطالب.

## الأساسي مقابل الثانوي
إن الألم والضوضاء الصاخبة والأطعمة الكريهة والأضواء الساطعة والإقصاء كلها أمور ستجتاز «اختبار رجل الكهف» كحافز منفر، وبالتالي فهي عقاب أساسي. إن صوت الاستهجان والصوت الطنان للإجابة الخاطئة في عروض الألعاب ووجود تذكرة على الزجاج الأمامي لسيارتك هي أشياء تعلمت أن تراها سلبية، وتعتبر عقابًا ثانويًا.

## الفعالية
خلافًا لاقتراحات سكينر وآخرين بأن العقوبة عادةً ما تكون ذات آثار ضعيفة أو غير دائمة، أظهرت مجموعة كبيرة من الأبحاث أنه يمكن أن يكون لها تأثير قوي ودائم في قمع السلوك المعاقب.
إضافة إلى ذلك، فإن العقوبات الأشد تكون أكثر فعالية، ويمكن أن تؤدي العقوبات الشديدة إلى قمع كامل. ويمكن أن يكون لها آثار جانبية قوية ودائمة. على سبيل المثال، قد يؤدي الحافز المنفر المستخدم لمعاقبة سلوك معين إلى استجابة عاطفية قوية قد تثبط سلوكًا آخر لا يراد عقابه وتصبح مرتبطة بالمنبهات الظرفية من خلال الإشراط الكلاسيكي. تتطلب مثل هذه الآثار الجانبية الحذر وضبط النفس في استخدام العقاب لتعديل السلوك.

## أهمية الاحتياطية والتواصل
أحد المتغيرات التي تؤثر على العقاب هو الاحتياطية، والتي تعرف بأنها اعتمادية الأحداث. ربما يعتمد السلوك على التحفيز أو يعتمد على الاستجابة. الغرض من العقاب هو تقليل السلوك، ودرجة فعالية العقوبة في الحد من السلوك المستهدف تعتمد على العلاقة بين السلوك والعقاب. فمثلًا، إذا تلقى الفأر حافزًا منفرًا، مثل الصدمة في كل مرة يضغط فيها على زر، فمن الواضح أن الاحتياطية تحدث بين الضغط على الزر والصدمة. في هذه الحالة، يتوقف المعاقب (الصدمة) على ظهور السلوك (الضغط على الزر). تكون العقوبة أكثر فاعلية عند وجود الاحتياطية بين السلوك والعقاب. المتغير الثاني الذي يؤثر على العقاب هو التواصل، وهو التقارب بين الأحداث في الوقت و/أو المكان. التواصل الزماني مهم لتقليل السلوك لأنه كلما طال الوقت الفاصل بين السلوك غير المرغوب فيه والعقاب، كانت العقوبة أقل فعالية. تتمثل إحدى المشكلات الرئيسية في التأخير الزمني بين السلوك والعقوبة في أن السلوكيات الأخرى قد تظهر خلال هذا التأخير الزمني. قد يربط الفرد بسبب ذلك العقوبة المطبقة بالسلوكيات غير المقصودة، وبالتالي تقمع تلك السلوكيات بدلاً من السلوك المستهدف. لذلك، تكون العقوبة الفورية أكثر فعالية في الحد من السلوك المستهدف من العقوبة المتأخرة. وقد توجد طرق لتحسين فعالية العقوبة المتأخرة، كتقديم تفسير شفهي للعقوبة أو إعادة تفعيل السلوك المستهدف أو زيادة شدة العقوبة أو غيرها من الطرق.

## تحليل السلوك التطبيقي
تُستخدم العقوبة أحيانًا في تحليل السلوك التطبيقي في الحالات الأكثر تطرفًا، لتقليل السلوكيات الخطيرة مثل صدم الرأس أو العض الذي يظهره الأطفال أو الأشخاص ذوو الاحتياجات الخاصة بشكل شائع. تعتبر العقوبة إحدى التحديات الأخلاقية في علاج التوحد، وأدت إلى جدل كبير في هذا المجال، وهي واحدة من النقاط الرئيسية لإضفاء الطابع الاحترافي على تحليل السلوك. إن إضفاء الطابع الاحترافي على تحليل السلوك من خلال الترخيص من شأنه أن ينشئ ضمانًا أن لدى المستهلكين أو الأسر مكان للتنازع، وسيضمن التدريب على كيفية استخدام هذه التقنيات بشكل صحيح.
استمر الجدل حول تحليل السلوك التطبيقي في مجتمع التوحد. وجدت دراسة أجريت عام 2017 أن 46% من الأشخاص الذين يعانون من طيف التوحد ممن خضعوا لـتحليل السلوك التطبيقي يستوفون معايير اضطراب الكرب التالي الصدمة، وهو معدل أعلى بنسبة 86% مقارنةً بأولئك الذين لم يخضعوا لـهذا العلاج. وفقًا للباحث، ارتفع معدل الإصابة باضطراب الكرب التالي الصدمة بعد التعرض لتحليل السلوك التطبيقي بغض النظر عن عمر المريض. ومع ذلك، فإن نوعية هذه الدراسة كانت محل جدل من قبل باحثين آخرين.